# Scopula exemptaria
Scopula exemptaria là một loài bướm đêm trong họ Geometridae.